# شرکت کشتیرانی ملی عربستان سعودی
شرکت کشتیرانی ملی عربستان سعودی (به عربی: الشركة الوطنية السعودية للنقل البحري) در سال ۱۹۷۸ بنا نهاده شد و یکی از بزرگترین ارائه‌دهندگان خدمات دریایی که به سمت جهانی شدن می‌رود. این شرکت در حال حاضر دارای ۳۶ نفتکش بسیار بزرگ، ۲۶ حامل مواد شیمیایی، ۵ تانکر کالا، ۵ فله‌بر خشک، ۶ رول آن رول آف و ده‌ها نفتکش بسیار بزرگ که در سال‌های ۲۰۱۷ و ۲۰۱۸ به این شرکت ملحق می‌شود.